# Linea BMT Franklin Avenue
La linea BMT Franklin Avenue, nota anche come linea Brighton-Franklin, è una linea, intesa come infrastruttura, della metropolitana di New York situata a Brooklyn. È utilizzata tutto il tempo dalla navetta Franklin Avenue Shuttle.

## Percorso
|  | Unknown route-map component "uexhCONTgq" | Unknown route-map component "uexhABZq+r" | Unknown route-map component "uexhCONTfq" |

|  | Unknown route-map component "utCONTgq" | Unknown route-map component "utBHFq" + Unknown route-map component "uhKBHFxa" + Unknown route-map component "lACC" | Unknown route-map component "utCONTfq" |

|  | Unknown route-map component "uehHST" |

|  | Unknown route-map component "uehHST" |

|  | Unknown route-map component "uhHST" + Unknown route-map component "lHSTACC" |

|  | Unknown route-map component "uhtSTRa" |

|  | Unknown route-map component "utCONTgq" | Unknown route-map component "utTBHFt" | Unknown route-map component "utCONTfq" |

|  | Unknown route-map component "lCSTR" + Unknown route-map component "MASKa" + Unknown route-map component "utSTRe" |

|  | Unknown route-map component "ueHST" + Unknown route-map component "lCSTR" |

| Unknown route-map component "uDCONTg" | Unknown route-map component "uDSTR" |

| Unknown route-map component "uDABZg+l" | Unknown route-map component "uDSTRr" |

| Unknown route-map component "uDBHF" + Unknown route-map component "lACC" |

| Unknown route-map component "uDCONTf" |